# سونیا او سالیوان
سونیا او سالیوان (انگلیسی: Sonia O'Sullivan؛ زادهٔ ۲۸ نوامبر ۱۹۶۹) ورزشکار دو و میدانی اهل جمهوری ایرلند است.